# António Barbosa Bacelar
António Barbosa Bacelar (ur. 1610, zm. 1663) – poeta portugalski. Urodził się w Lizbonie.  Uczył się w Colégio de Santo Antão. Potem studiował prawo na uniwersytecie w Coimbrze. Był znakomitym sonetystą.